# Belemnia eryx
Belemnia eryx là một loài bướm đêm thuộc phân họ Arctiinae, họ Erebidae.